# 三重威脅之跨國大營救
《三重威脅之跨國大營救》（英語：Triple Threat）是一部2019年泰國、中國、美國和法國合拍的動作驚悚片，由傑西·V·強森執導，喬伊·歐布萊恩與保羅·斯塔赫利撰寫劇本。電影主演包括東尼嘉、伊科·烏艾斯、陳虎、史考特·艾金斯、邁克·賈·懷特、麥可·比斯平、盧靖姍和琴嘉。該片2019年3月22日在美國有限上映，2019年3月29日在中國上映。

## 劇情
故事敘述一名億萬富翁的女兒意外遭到了犯罪集團鎖定為頭號目標，而能夠保護她的是三名不同國家、目標和武術的打手，這使得雙方即將展開了一場腥風血雨的暴力戰役...。

## 演員
- 東尼嘉 飾 Payu
- 伊科·烏艾斯 飾 Jaka
- 陳虎 飾 Long Fei
- 史考特·艾金斯 飾 Collins
- 邁克·賈·懷特 飾 Devereaux
- 麥可·比斯平 飾 Joey
- 盧靖姍 飾 Xian
- 琴嘉 飾 Mook
- 羅恩·斯穆安伯格（英语：Ron Smoorenburg） 飾 Steiner
- 瑟琳娜·盧（英语：Selina Lo） 飾 Yanti
- 莫小奇 飾 Siu Feng

## 製作
2016年11月5日，查德·史塔赫斯基將在動作片《Triple Threat》中擔任導演及武術編排，劇本由德韋恩·史密斯撰寫，其主演包括動作演員東尼嘉、伊科·烏艾斯和陳虎，製片公司Arclight Films已將電影對外銷售發行權。2017年3月16日，據報導，電影已改由傑西·V·強森執導，喬伊·歐布萊恩與保羅·斯塔赫利撰寫劇本，史考特·艾金斯和邁克·賈·懷特也已加入演出；其中東尼嘉、烏艾斯和陳虎將是片中的主要角色，而艾金斯與懷特則擔任反派角色。

## 發行
2017年7月21日，電影釋出首支預告片，並透露電影將於2018年推出；但後來延期至2019年3月22日在美國有限上映，並於2019年3月28日在德國發行藍光。該片於2019年3月29日在中國的院線上映。

## 外部連結
- 互联网电影数据库（IMDb）上《三重威脅之跨國大營救》的资料（英文）
- 豆瓣电影上《三重威脅之跨國大營救》的資料 （简体中文）